# Alpay Koçaklı
Alpay Koçaklı (* 19. September 1998 in Devrek) ist ein türkischer Fußballspieler.

## Karriere

### Verein
Koçaklı begann mit dem Vereinsfußball in der Jugend von Devrek Belediyespor. Von hier aus wechselte er 2012 in die Nachwuchsabteilung von Kardemir Karabükspor.
Zur Saison 2014/15 wurde er erst am Training der Profimannschaft beteiligt und gab schließlich am 30. Oktober 2014 in der Pokalbegegnung gegen İnegölspor sein Profidebüt. Im Oktober 2014 hatte er von seinem Klub auch einen Profivertrag erhalten. Am 29. Mai 2015 wurde er in der Erstligapartie gegen Kayseri Erciyesspor eingesetzt und debütierte damit auch in der Liga.
Im Frühjahr 2016 wechselte er zum Erstligisten Gaziantepspor. Für diesen Verein spielte er eineinhalb Spielzeiten lang und zog im Sommer 2017 zum Ligarivalen Alanyaspor weiter.

### Nationalmannschaft
Koçaklı startete seine Nationalmannschaftskarriere im April 2013 mit einem Einsatz für die türkische U-15-Nationalmannschaft. Nachfolgend spielte er auch für die türkische U-16-, die U-17-, die U-18- und die U-19-Nationalmannschaft.